# Marcus Vulson de la Colombière

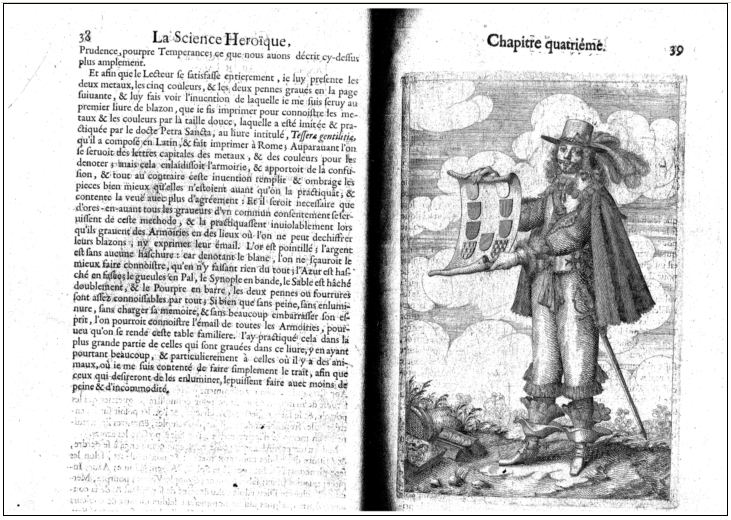
de la Colombière 1644-es művének 38. lapja és a színjelölés táblázata

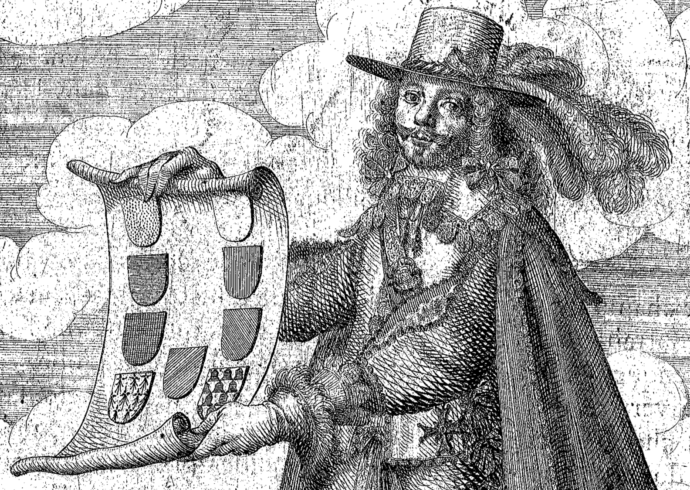
Nagyítás de la Colombière színjelölési táblázatáról (1644-es művéből)

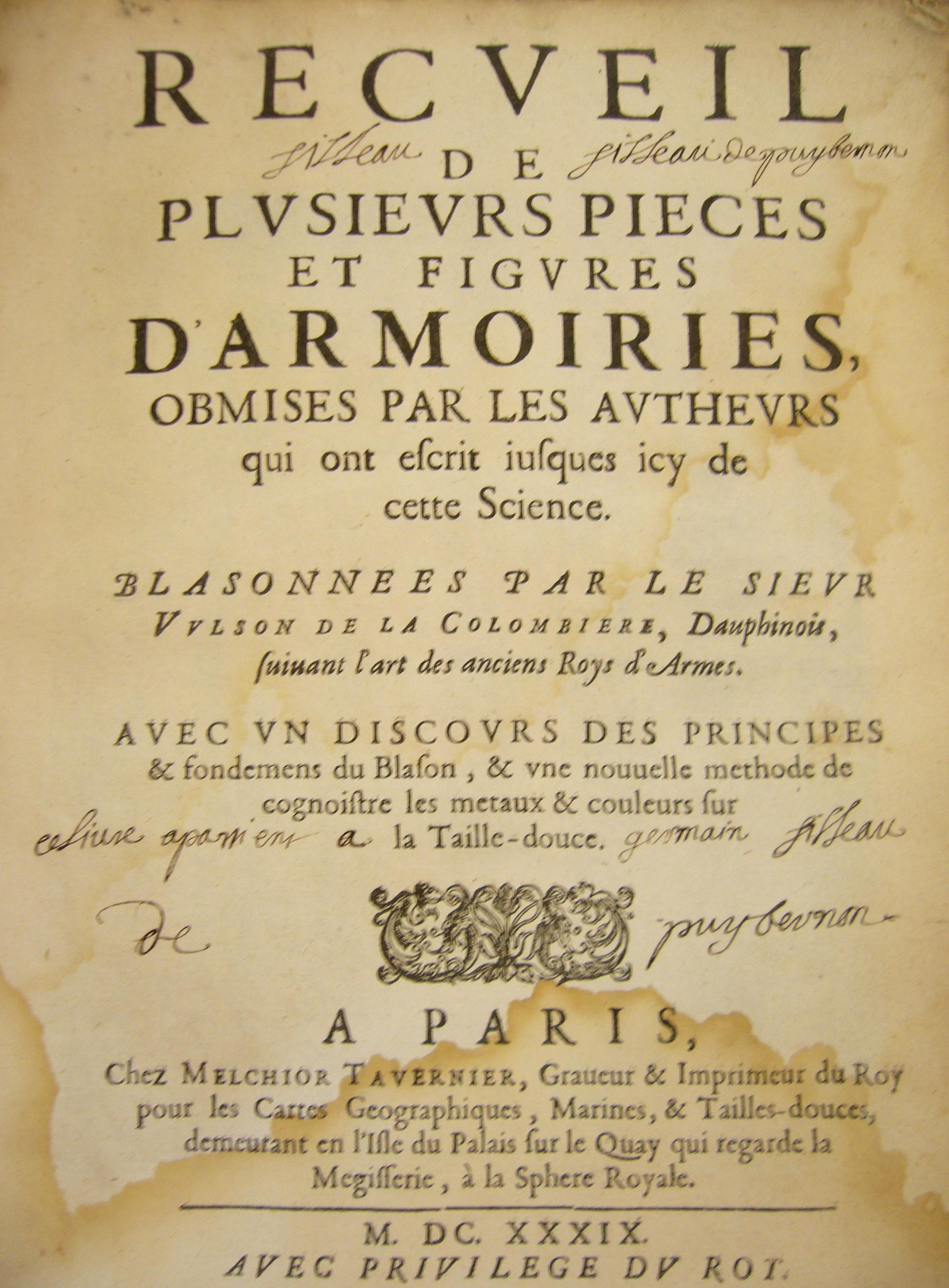
De la Colombière 1639-es művének címlapja

Marcus Vulson de la Colombière (? – 1658), avagy Marc de Vulson, Sieur de La Colombière (azaz Colombière Sieur-e, avagy seniora), francia heraldikus, történész, költő, a királyi udvar kegyence. A neve gyakran Wulson, néha Volson alakban is előfordul.
Számos sikeres könyvet írt a szimbólumokról, a jóslatokról, a heraldikáról, az álmokról stb. Összegyűjtötte a lovagsággal kapcsolatos ismereteket és hagyományokat. Az 1600-as években tulajdonképpen két genealógus, a francia királyi udvar kegyence: de la Colombière és Claude-François Ménestrier, lyoni jezsuita szerzetes fedezték fel a lovagságot annak virágkora (1100-1400), majd lehanyatlása után és alakították ki idealizált képét. A címertanban főleg az általa (is) kifejlesztett színjelölési módszer miatt vált jelentős szerzővé.

## Élete
Az életéről keveset tudunk. A 19. századi nagy biográfiák is csak szórványos adatokat közölnek róla. Dauphine-i származású protestáns nemesi családban született a 16. század végén. (Colombière nevű település a Genfi-tó déli csücskétől délnyugatra található.) Az apja François, ügyvéd, az anyja Michelle Odde de Bonniot volt. Fiatal korában IV. Henrik király seregében harcolt. Az az anekdota maradt fenn róla, hogy 1618-ban Párizsba ment bocsánatot kieszközölni, miután Grenoble-ban megölte hűtlen feleségét és annak szeretőjét. Ezt követően Grenoble-ban a csapodár asszonyokat a vulsonade kifejezéssel illették.
A könyvei címlapján olvasható titulatúra szerint Párizsban parlamenti (azaz önkormányzati) képviselő és a Szent Mihály Rend tagja volt („gentilhomme de la Chambre du roi et décoré de l’ordre de Saint-Michel“). 1635-ben valószínűleg még Grenoble-ban tartózkodott, mert ekkoriban királyi tanácsos volt a Dauphiné-i parlamentben („conseiller du roi en la cour de parlement de Dauphiné“) és Genfben jelent meg könyve a gallikanizmus szellemében. (A rokonságában több protestáns lelkész és genfi egyetemi hallgató is volt.)
Colombière a katolikus egyházzal szembeni nézeteit, az államhatalomnak is tetsző módon, a gallikanizmus által tudta kifejteni. Nézetei elnyerték a király tetszését és Grenoble-ot elhagyva Párizsban telepedett le, ahol teljesen a heraldikai kutatásoknak szentelte magát. 1638-ban már Párizsban adott ki könyvet.

## Colombière és Petra Sancta vitája
Colombière széles körű levelezést folytatott kora legnevesebb heraldikusaival. Ezért talán joggal tulajdonította magának a vonalkázási rendszer feltalálását, amikor azzal vádolta meg vetélytársát, hogy Petra Sancta már ismerte az ő rendszerét, melyet az fel is használt az 1638-ban, egy évvel az ő műve előtt megjelent könyvében. La science heroïque… (1644) című művének 38. lapján de la Colombière azt állította hogy Petra Sancta tőle vette át a vonalkázást.
Colombière hangoztatta elsőségét Petra Sanctaval szemben és azt sugallta, hogy megmutatta neki a színjelölési rendszerét, megemlítve a rézmetszők szerepét is ezen színjelölési módszer használatában. 1639-es művének címében konkrétan szerepel, hogy a vonalkázás egy új módszer, melyet a rézmetszeteknél használnak („suivant l'art des anciens roys d'armes… et une nouvelle méthode de cognoistre les métaux et couleurs sur la taille-douce”). 
Ezt a művét Melchior Tavernier adta ki és címlapját Abraham Bosse rajzolta és metszette, valamint valószínűleg ő készítette a mű címereket ábrázoló metszeteit is. A metszetek és a rajzok elkészítésében maga Colombière is részt vehetett, miként az kitűnik monogramjából és támogatója, Denys de Salvaing családfáját ábrázoló háromfelé hajtott metszeten is.
1639-es művében közölt egy színjelölési táblát is, de nem tesz említést Petra Sancta művéről, egyrészt talán azért, mert könyvének kiadását már 1638 előtt megkezdte, másrészt azért, mert Petra Sancta ugyanazon vonalkázását még nem ismerte és így nem is kellett hangoztatnia az elsőségét. A vonalkázás módját szóban is leírja, és egy vonalkázási táblát 1644-ben is közölt.
Ottfried Neubecker szerint nem Petra Sancta volt a vonalkázási rendszer feltalálója, hanem csak népszerűsítette azt a második traktátusában (Tesserae Gentilitiae).

## Művei
- De la Puissance du pape et des libertés de l'Église gallicane. Par Marc de Vulson, conseiller du roi en la cour de parlement de Dauphiné. Genève: Iean de Tournes & Iaques de la Pierre, 1635
- Recueil de plusieurs pièces et figures d'armoiries obmises par les autheurs qui ont escrit jusques icy de cette science, blasonnées par le sieur Vulson de La Colombière,… suivant l'art des anciens roys d'armes, avec un discours des principes et fondemens du blason, et une nouvelle méthode de cognoistre les métaux et couleurs sur la taille-douce. – Paris : M. Tavernier, 1639. – In-4°, pièces, limin., 14 p., armoiries, 75 például d'armoiries, la plupart coloriées, frontisp. gr. par Abraham Bosse. (Új kiadása Párizs, 1689)
- La Science héroïque, traitant de la noblesse, de l'origine des armes de leurs blasons, & symboles, des tymbres, bourlets, couronnes, cimiers, lambrequins, supports, & tenans, & autres ornements de l'escu ; de la deuise, & du cry de guerre, de l'escu pendant & des pas & emprises des anciens cheualiers, des formes différentes de leurs tombeaux ; et des marques extérieures de l'escu de nos roys, des reynes, & enfans de France, & des officiers de la couronne, et de la maison du roy. Párizs 1639 és 1644
- Le vrai Théâtre d'honneur et de chevalerie, ou le miroir héroïque de la noblesse… par Marc de Vulson, sieur de La Colombière… Paris : chez A. Courbé, 1638. – 2 vol. in-fol.
- Traité de la Physiognomie, In: Le Palais des curieux..., Paris, 1666

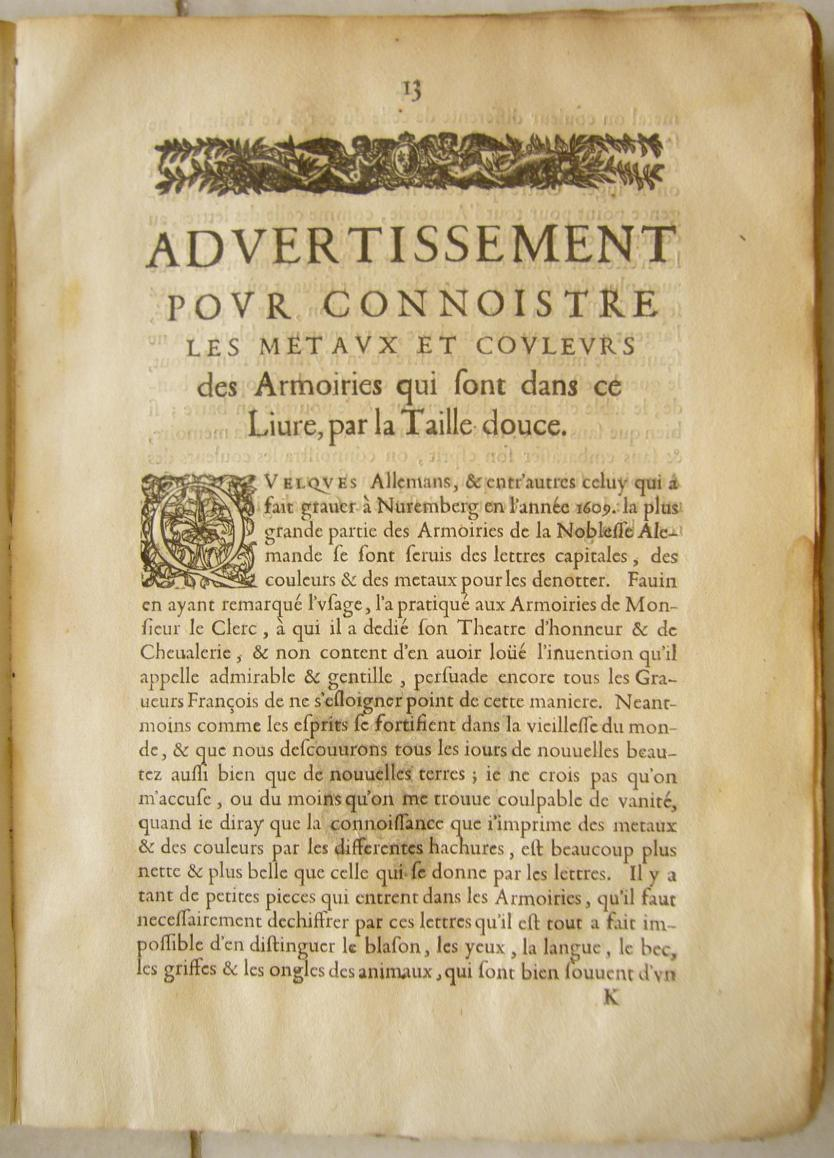
A vonalkázás leírásának kezdete Colombière 1639-es művéből
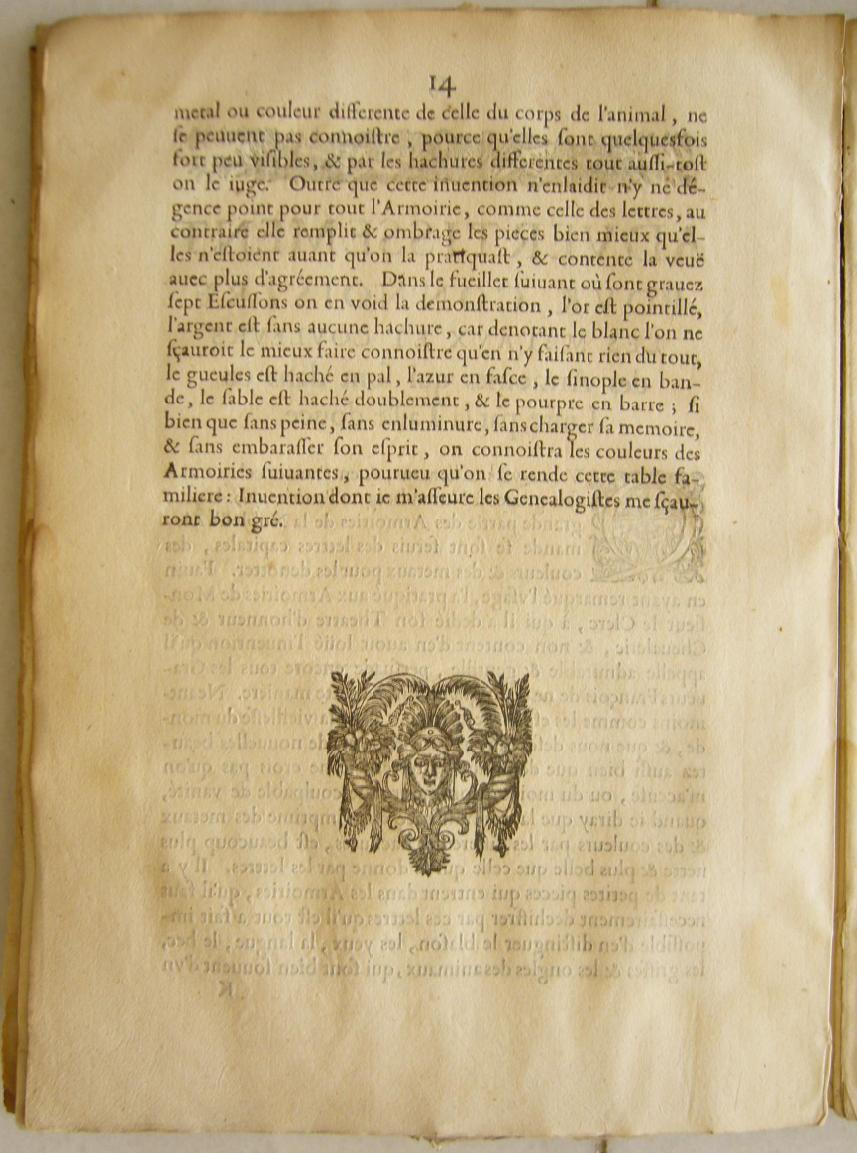
A vonalkázás leírása Colombière 1639-es művéből
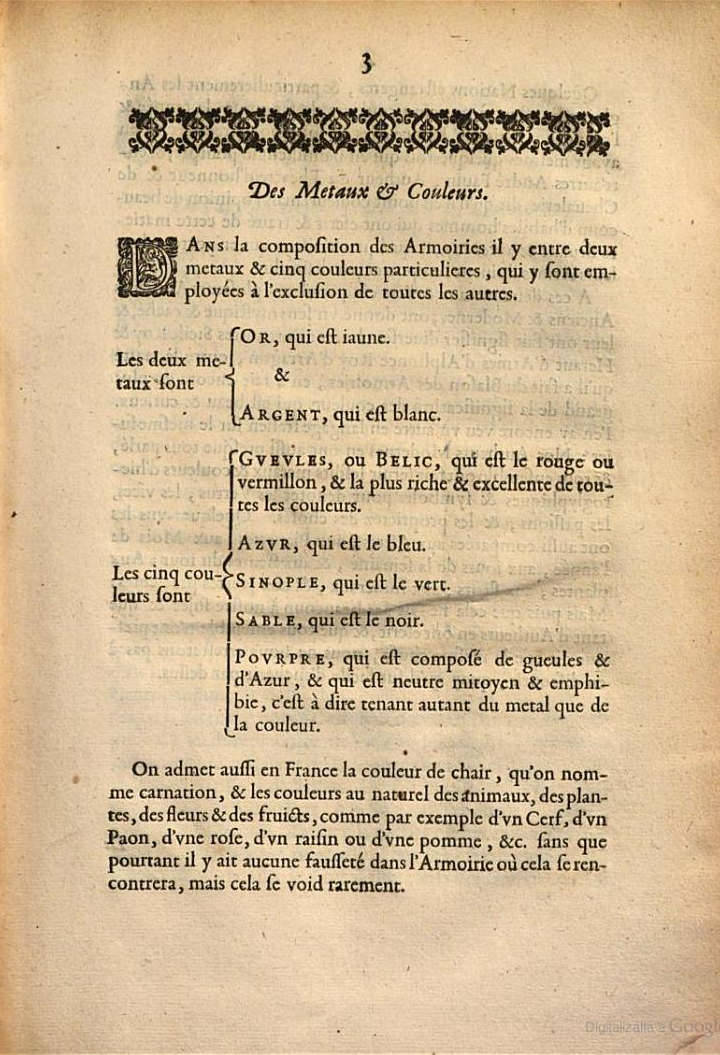
A vonalkázás leírása Colombière 1639-es művéből
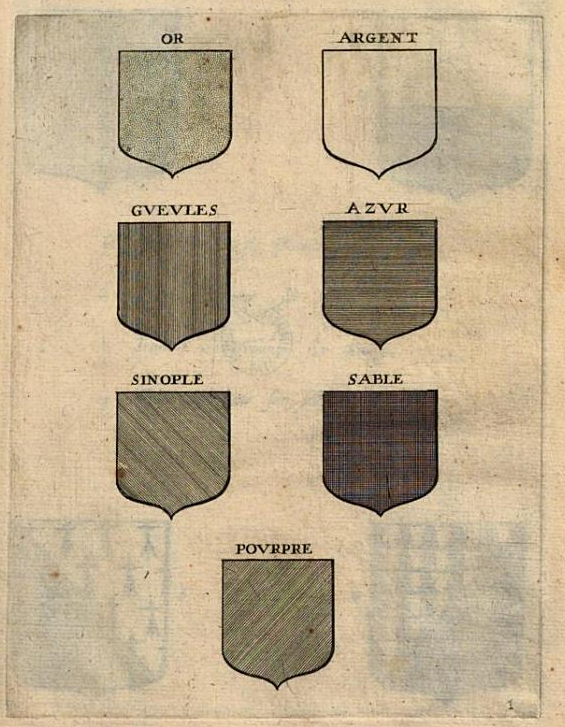
A vonalkázás táblázaza Colombière 1639-es művéből
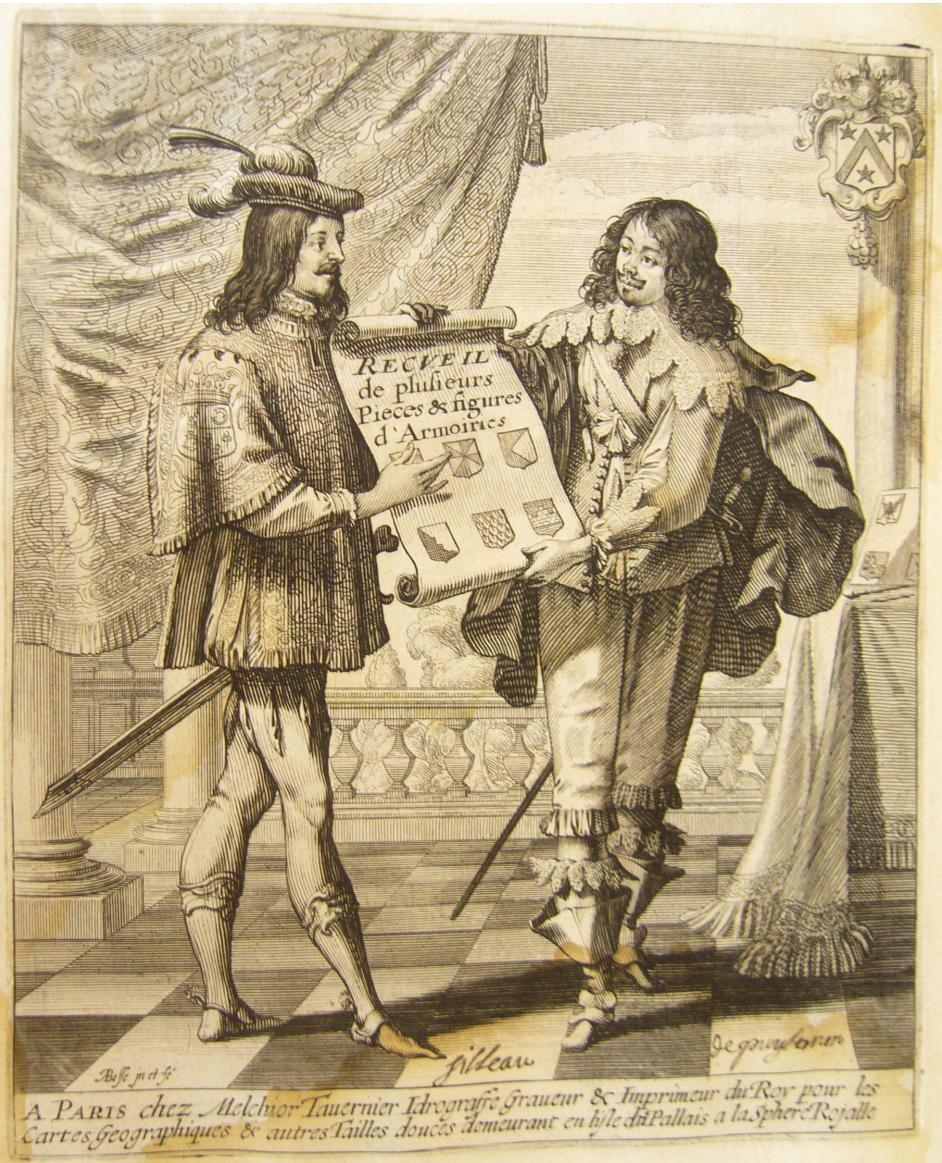
Colombière 1639-es művének címlapja az összes színnel fémmel és prémmel, kivéve a zöldet
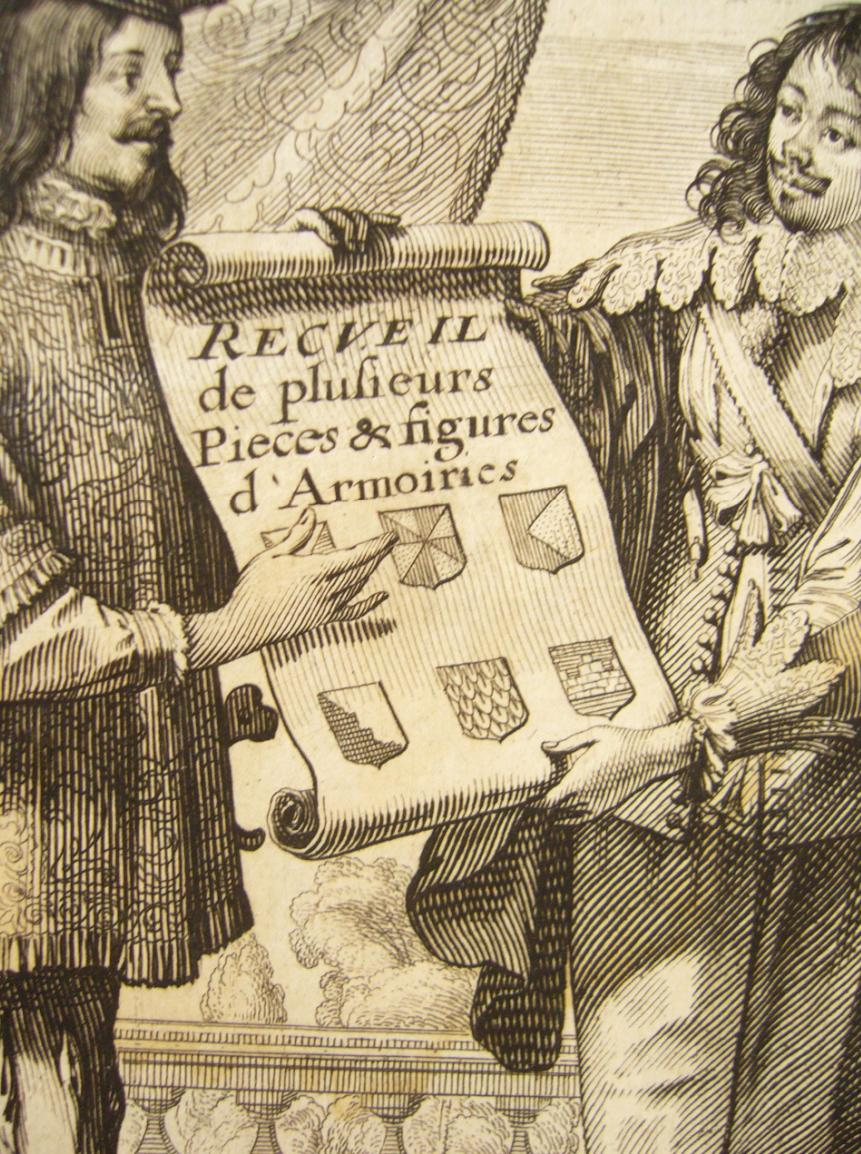
Nagyítás de la Colombière 1639-es művének címlapjáról
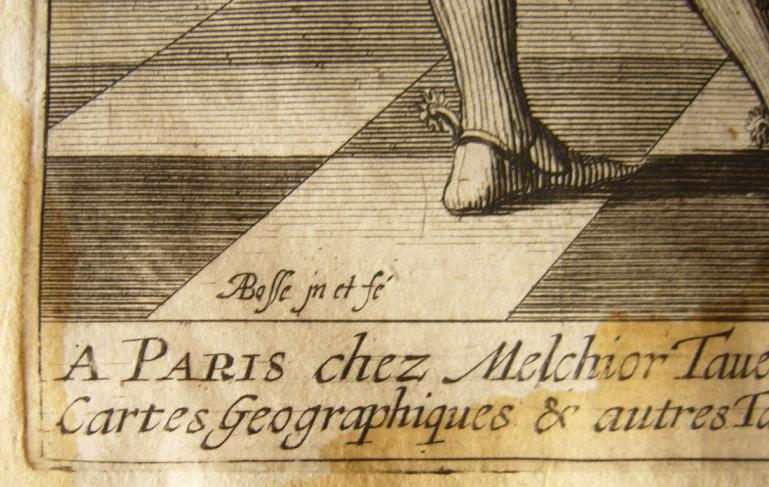
Abraham Bosse monogramja de la Colombière 1639-es művének címlapján
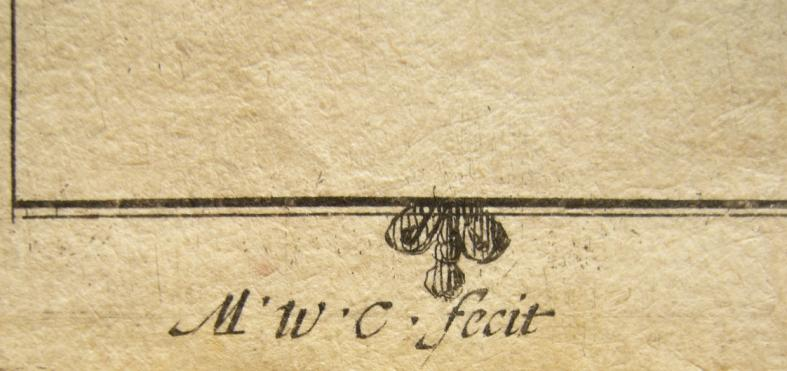
De la Colombière monogramja
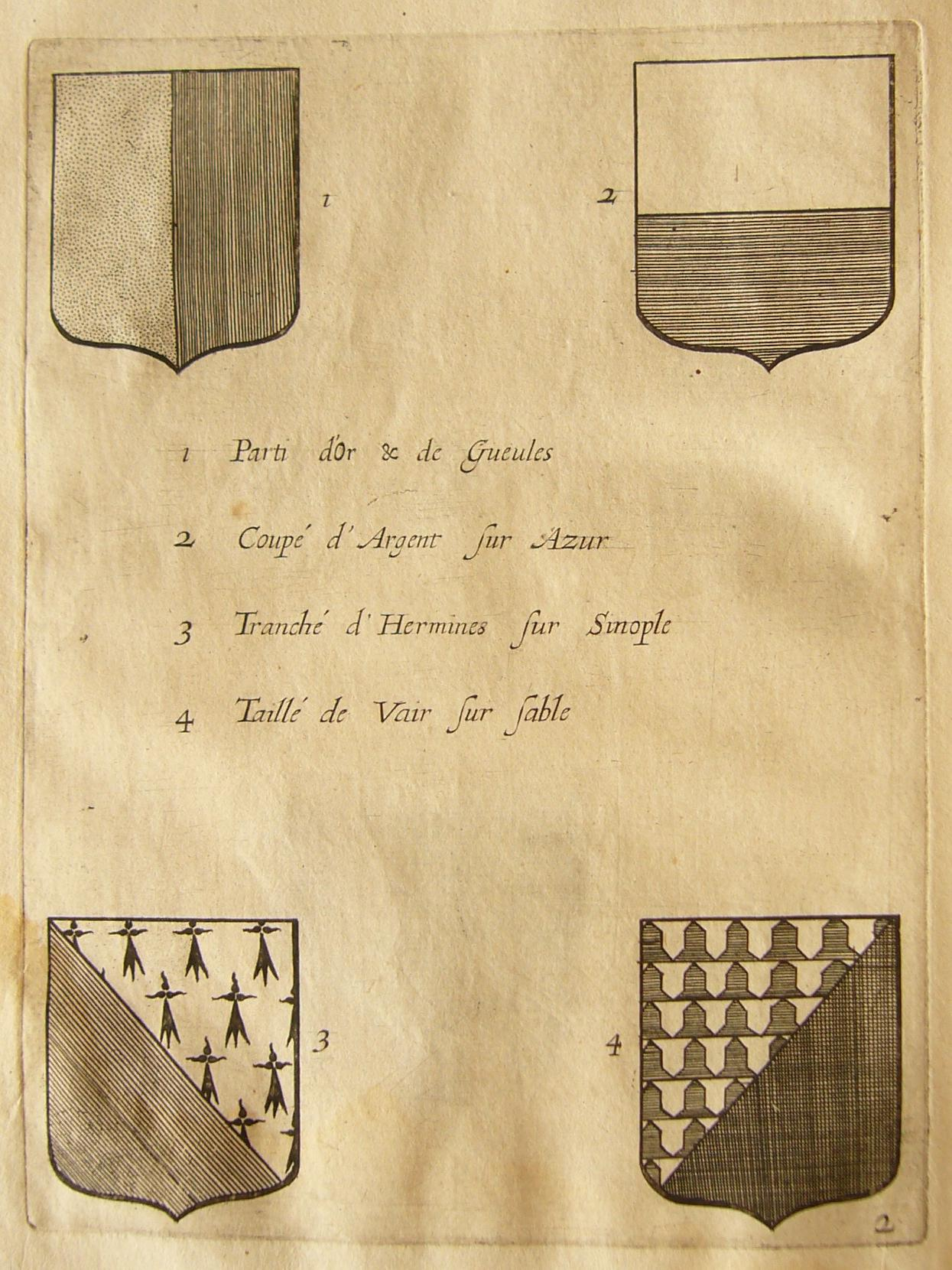
Az összes fém, szín és prém vonalkázása de la Colombière 1639-es művének első két tábláján
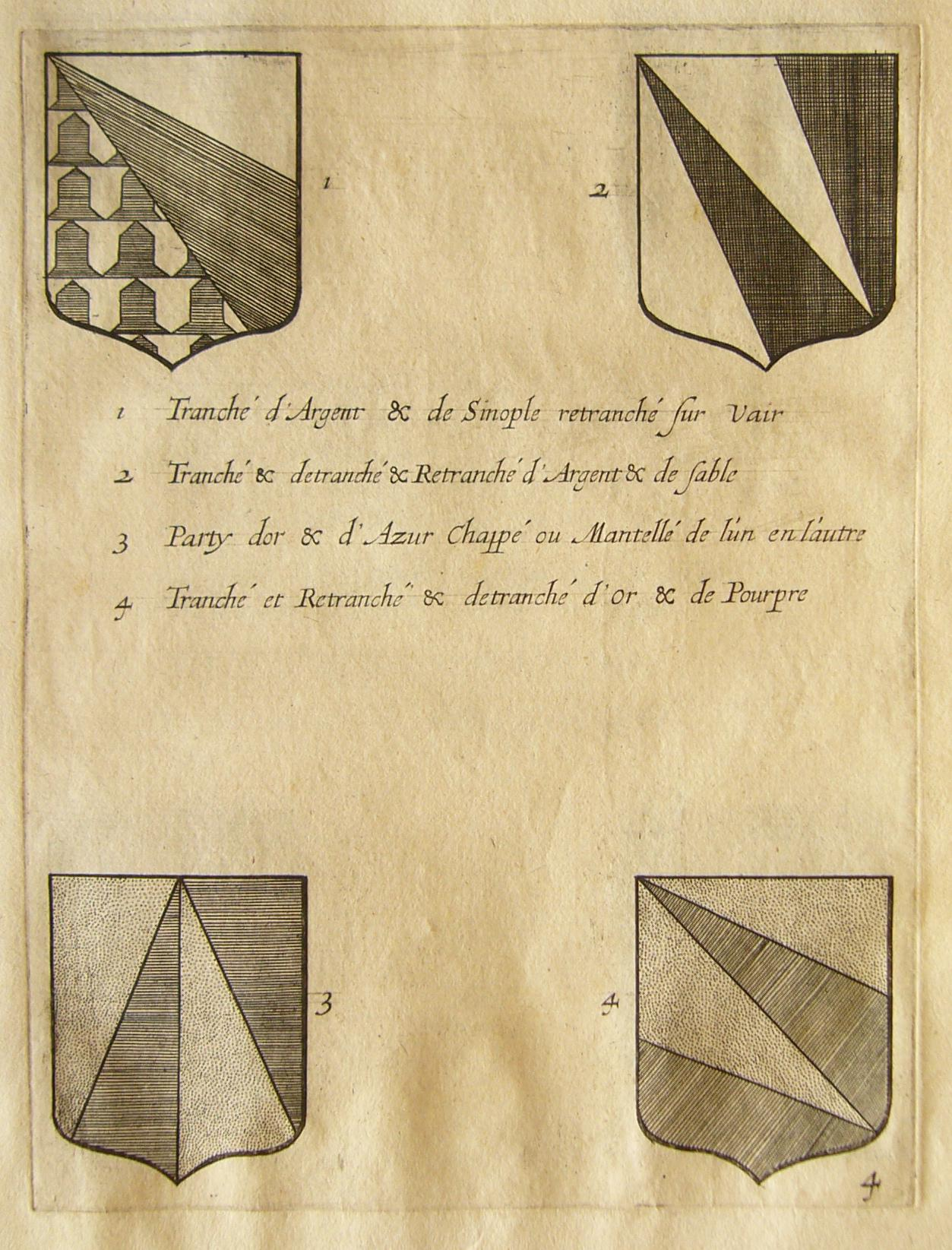
A második tábla